# Siadam
Siadam is een bestuurslaag in het regentschap Padang Lawas van de provincie Noord-Sumatra, Indonesië. Siadam telt 268 inwoners (volkstelling 2010).